# 英国以色列主义
英国以色列主义（英語：British Israelism，或译英裔以色列主义）是一种伪考古学、伪历史学和伪宗教信仰，认为英国人民在基因上、种族上和语言上是“消失的以色列第十個支部”。英国以色列主义起源于16世纪，受到19世纪英国一些著作的启发，如约翰·威尔逊1840年的《我们的以色列起源》。 从19世纪70年代起，在整个大英帝国和美国成立了许多独立的英国以色列人组织；截至21世纪初，其中一些组织仍在活动。在美国，这一思想催生了基督教身份认同运动。
英国以色列主义的核心信条已被考古学、人种学、遗传学和语言学研究驳斥。